# سیارک ۸۵۹۳
سیارک ۸۵۹۳ (به انگلیسی: 8593 Angustirostris، نامگذاری:2186T-1) هشت هزار و پانصد و نود و سومین سیارک کشف شده‌است که در ۲۵ مارس ۱۹۷۱ کشف شد.
قدر مطلق سیارک برابر ۱۲٫۵۰ است.